# Cantón San Pedro de Huaca
San Pedro de Huaca es un cantón de la provincia ecuatoriana de Carchi.  Su capital es la localidad de Huaca. Se encuentra a una altitud de 2923 m s. n. m.

## División política

### Parroquia urbana
- Huaca

### Parroquia rural
- Mariscal Sucre